# 最后的Tight Hug
《最后的Tight Hug》是日本女子偶像团体乃木坂46的一首数字单曲，于2021年11月5日由N46Div.发行。即将从团体内毕业的生田绘梨花担任歌曲的Center。

## 背景与发布
最后的Tight Hug是2021年12月15日发行的乃木坂首张精选专辑《Time flies》的主打歌，在专辑正式发售前作为预售单曲发行。歌曲于11月3日深夜播出的“乃木坂46的AllNightNippon”中音源披露，并于2021年11月11日在读卖电视台和日本电视台音乐节目“BestHit歌谣祭2021”中在电视上初次披露。

## 选拔成员
（Center：生田绘梨香）
- 秋元真夏、生田繪梨花、岩本蓮加、梅澤美波、遠藤櫻、賀喜遙香、掛橋沙耶香、北野日奈子、久保史緒里、齋藤飛鳥、新內真衣、鈴木絢音、清宮玲、田村真佑、筒井彩萌、早川聖來、樋口日奈、星野南、山下美月、與田祐希

选拔成员为乃木坂46第28张单曲《被你骂了》除已毕业的高山一实的全体选拔成员。即将于2021年12月31日从组合毕业的生田绘梨花担任她在乃木坂46史上最后的Center。

## 收入內容
| 音樂配信 | 音樂配信        | 音樂配信 | 音樂配信 | 音樂配信        | 音樂配信 |
| 曲序     | 曲目            |          | 作曲     | 編曲            | 时长     |
| -------- | --------------- | -------- | -------- | --------------- | -------- |
| 1.       | 最後的Tight Hug | 秋元康   | 杉山勝彥 | 杉山勝彥 谷地學 | 4:55     |